# Pavézky
Pavézky, nebo přesněji smažené pavézky, jsou levný pokrm připravený z plátků bílého pečiva, které je obaleno v těstíčku z vajec a mléka a osmaženo na tuku. Připravovány mohou být s různým ochucením.
Mezi typické varianty patří ochucení na sladko s cukrem, skořicí, vanilkou a muškátovým oříškem, do těstíčka se může také přidat portské víno. Tato varianta je obvykle podávána teplá jako snídaně nebo dezert, přičemž na ozdobení se používá šlehačka, džem, povidla, med nebo javorový sirup.
Existují také slané verze, například sýrové pavézky, které lze použít jako přílohu ke špenátu nebo k obložení masa, nebo je jíst samostatně, dozdobené například kečupem, hořčicí nebo kyselou okurkou.
Jsou rozšířené ve všech evropských kuchyních a mají mnoho různých názvů. Ve Spojeném království jsou nazývány chudí rytíři (z Windsoru) (poor knights (of Windsor)), zatímco  ve Spojených státech amerických a Kanadě je v angličtině používáno označení francouzský toust (French Toast) a dříve také německý toust (German Toast); zkazky o tom, že původně bylo označení německý dominantní a zaniklo až s animozitou v souvislosti se světovými válkami, jsou pravděpodobně smyšlené. Ve Francii je běžné označení  ztracený chléb (pain perdu), zatímco v Québecu je pokrm označován pain doré a ochucován nejčastěji javorovým sirupem. V německojazyčném prostředí má mnoho názvů, přičemž nejznámější je chudí rytíři (Arme Ritter). Český název pavézky je podobně jako bavorské a rakouské pojmenování Pofesen odvozen od pavézy. Některé jazyky znají i stručné pojmenování vajíčkový chléb (anglické eggy bread, polské chleb w jajku a řecké αυγόψωμο – avgofetes).
Recept je zmiňován již ve starověké knize Apicius. Je ekonomicky výhodnou příležitostí ke zužitkování starého pečiva.